# روجر ووترز
جورج روجر ووترز (بالإنجليزية: George Roger Waters)‏ هو فنان بريطاني الجنسية من مواليد 6 سبتمبر، أيلول 1943، مؤلف موسيقي، ملحن، مطرب، وعازف جيتار الباص وناشط سياسي والشريك المؤسس لفرقة الروك بينك فلويد الإنجليزية بجانب صديقه سيد باريت. كان والده من الطبقة العاملة وتم تجنيده في بداية الحرب العالمية الثانية كسائق لسيارة إسعاف لرفضه الخدمة العسكرية لأسباب ضميرية، إلا أنه غير رأيه فيما بعد وتطوع للقتال وتم تجنيده كضابط ولكنه قُتل على الجبهة الإيطالية في عام 1944. هذا الحادث أثر كثيرا على الابن الذي أصبح لاحقا مغنيا. وفيلم الجدار الذي أخرجه آلان باركر خير تجسيد لتأثره بمقتل أبيه في الحرب، لأن الفيلم يتحدث من بين أشياء أخرى عن مقتل الأب أثناء الحرب أيضا.

## تأثيره في بينك فلويد
يعتبر روجر أهم عضو في فرقة بينك فلويد لتعدد أدواره في الفرقة من حيث كتابة الأغاني وتلحينها وقد قام بكتابة كلمات أغاني ألبوم كامل للفرقة بمفرده ويعد روجر من أفضل الملحنين في تاريخ موسيقى الروك

## رحيله عن الفرقة
توترت العلاقة بين روجر واترز وديفيد غيلمور في أواخر 70، عندما أراد واترز إدارة الفرقة بعد تقديمه جهود عديدة للفرقة بمفرده دون جهد مساوي لباقي الأعضاء بإستثناء ديفيد غيلمور وقد تسبب هذا الأمر بطرد عازف البيانو ريتشارد رايت (موسيقي) من الفرقة لاحقًا لعدم تقديمه أي جهود للفرقة بإستثناء عزفه. وكان آخر عمل مشترك لروجر واترز مع مع غليمور هو (فاينل كت).

## ووترز بعد بينك فلويد
بعد أن غادر بينك فلويد، بدأء واترز حياته الفنية، وأصدر ثلاثة ألبومات. عام 1984أصدر THE PROS AND CONS OF HITCH HICKING الذي كان يجري إعداده منذ عام 1978، وKAOS في عام 1987، وأخيرا ألبوم Amused to death 1992 الذي تناول موضوعة الحرب الأمريكية على العراق.
بعد تدمير جدار برلين في عام 1989، واترز انتج في 21 يوليو 1990 في برلين حفل كبير باسم «الجدار» من أجل التضامن واحتفالا بانهاء الانقسام بين شرق وغرب ألمانيا. وجرت الحفلة في ساحة Potsdamer للمكان الذي كان جزءا من المنطقة الحرام من جدار برلين كان يعتبر أعظم إنتاج موسيقي له، وكان ضيفا على الفنان براين آدمز، فان موريسون وسكوربينز وغيرهم.
مُنح جائزة محمود درويش للإبداع للعام 2022 لمواقفه الداعمة حركة مقاطعة إسرائيل. وقد غنى ووترز لدرويش خطبة الهندي الأحمر أمام الرجل الأبيض وغيرها.

## ألبومات روجر ووترز
- Music from The Body (1970) Ron Geesi)
- The Pros and Cons of Hitch Hiking (1984)
- When the Wind Blows (1986) (banda sonora)
- Radio K.A.O.S. (1987)
- The Wall Live in Berlin (1990)
- Amused to Death (1992)
- In the Flesh Live (2000)
- Flickering Flame: The Solo Years Vol. 1 (2002)
- Ça Ira (2005))

## روابط خارجية
- روجر ووترز على موقع IMDb (الإنجليزية)
- روجر ووترز على موقع الموسوعة البريطانية (الإنجليزية)
- روجر ووترز على موقع ألو سيني (الفرنسية)
- روجر ووترز على موقع ميوزك برينز (الإنجليزية)
- روجر ووترز على موقع رولينغ ستون (الإنجليزية)
- روجر ووترز على موقع أول موفي (الإنجليزية)
- روجر ووترز على موقع قاعدة بيانات برودواي على الإنترنت (الإنجليزية)
- روجر ووترز على موقع قاعدة بيانات الأفلام السويدية (السويدية)
- روجر ووترز على موقع إن إن دي بي (الإنجليزية)
- روجر ووترز على موقع أول ميوزيك (الإنجليزية)